# Ga Cửu Đức
Cửu Đức là ga tàu điện ngầm trên Tuyến xanh lá quản lý bởi Tàu điện ngầm Đài Trung ở Ô Nhật, Đài Trung, Đài Loan.
Nhà ga được lấy theo tên cũ của khu vực này.

## Bố trí ga
| 3F | Ke ga, cửa sẽ mở phía bên phải | Ke ga, cửa sẽ mở phía bên phải                                      |
| 3F | Ray 1                          | G Tuyến xanh lá: hướng đi Ga HSR Đài Trung (Ô Nhật)                 |
| 3F | Ray 2                          | G Tuyến xanh lá: hướng đi Bắc Đồn (Cửu Trương Lê)                   |
| 3F | Ke ga, cửa sẽ mở phía bên phải |                                                                     |
| 2F | Phòng chờ                      | Hành lang, quầy thông tin, máy bán vé tự động, cổng soát vé 1 chiều |
| 1F | Đường đi                       | Lối ra/vào                                                          |